# Campionati Internazionali a Squadre 1999
I Campionati Internazionali a Squadre 1999 sono stati la terza edizione dei Campionati Internazionali a Squadre, evento ginnico tenutosi annualmente negli Stati Uniti. Si sono svolti al Richmond Coliseum di Richmond (Virginia) il 26 e 27 marzo 1999.

## Programma
Tutti gli orari sono in UTC-4.
| Giorno   | Ora   | Gara                             |
| -------- | ----- | -------------------------------- |
| 26 marzo | 13.00 | Finale a squadre (uomini junior) |
| 26 marzo | 19.00 | Finale a squadre (uomini senior) |
| 27 marzo | 13.00 | Finale a squadre (donne junior)  |
| 27 marzo | 19.00 | Finale a squadre (donne senior)  |

## Partecipanti
Ai terzi Campionati Internazionali a Squadre hanno preso parte 78 atleti, 42 donne e 36 uomini, provenienti da 4 paesi.
| - Cina (24) - Romania (24) - Stati Uniti (24) - Australia (6) |

## Podi

### Maschile senior
| Evento                | Oro                                                                                       | Punteggio | Argento                                                          | Punteggio | Bronzo                                                                                       | Punteggio |
| Concorso individuale  | Jason Gatson                                                                              | 55,850    | Marian Drăgulescu                                                | 55,600    | Lu Jia                                                                                       | 54,750    |
| Corpo libero          | Jason Gatson                                                                              | 9,725     | Blaine Wilson                                                    | 9,575     | Chris Young                                                                                  | 9,475     |
| Cavallo con maniglie  | Marian Drăgulescu                                                                         | 9,650     | Lu Jia                                                           | 9,625     | Blaine Wilson Chris Young                                                                    | 9,550     |
| Anelli                | Blaine Wilson                                                                             | 9,700     | Zhao Zhe                                                         | 9,400     | Marian Malita                                                                                | 9,300     |
| Volteggio             | Vasile Cioana                                                                             | 9,750     | Xiao Junfeng                                                     | 9,700     | Viorel Popescu                                                                               | 9,600     |
| Parallele simmetriche | Zhao Zhe                                                                                  | 9,700     | Sean Townsend                                                    | 9,675     | Trent Wells                                                                                  | 9,525     |
| Sbarra                | Trent Wells Vasile Cioana                                                                 | 9,450     | /                                                                | /         | Jason Gatson                                                                                 | 9,325     |
| Concorso a squadre    | Stati Uniti Sean Townsend Yewki Tomita Blaine Wilson Jason Gatson Chris Young Trent Wells | 224,125   | Cina Lu Jia You Yanan Li Dezhi Xiao Junfeng Zhao Zhe Li Zhaoming | 219,400   | Romania Marian Drăgulescu Vasile Cioana Viorel Popescu Robert Ene Marian Malita Rares Orzata | 219,200   |

### Femminile senior
| Evento                 | Oro                                                                                                  | Punteggio | Argento                                                                                              | Punteggio | Bronzo                                                          | Punteggio |
| Concorso individuale   | Simona Amânar                                                                                        | 38,725    | Kristen Maloney                                                                                      | 38,662    | Bai Chunyue                                                     | 38,300    |
| Volteggio              | Kristen Maloney                                                                                      | 9,612     | Simona Amânar                                                                                        | 9,600     | Bai Chunyue                                                     | 9,525     |
| Parallele asimmetriche | Elise Ray                                                                                            | 9,800     | Bai Chunyue                                                                                          | 9,750     | Alyssa Beckerman                                                | 9,700     |
| Trave                  | Bai Chunyue Liu Wei                                                                                  | 9,725     | / | /         | Jennie Thompson                                                 | 9,700     |
| Corpo libero           | Simona Amânar                                                                                        | 9,800     | Andreea Răducan                                                                                      | 9,750     | Kristen Maloney                                                 | 9,725     |
| Concorso a squadre     | Romania Simona Amânar Andreea Răducan Maria Olaru Andreea Isarescu Corina Ungureanu Claudia Presăcan | 153,612   | Stati Uniti Jennie Thompson Alyssa Beckerman Jamie Dantzscher Erinn Dooley Kristen Maloney Elise Ray | 152,924   | Cina Liu Wei Bai Chunyue Xu Jing Liang Yan Ling Jie Rao Meizhen | 150,187   |

### Maschile junior
| Evento                | Oro                                                                                       | Punteggio | Argento                                                                     | Punteggio | Bronzo                                                                                                 | Punteggio |
| Concorso individuale  | Paul Hamm                                                                                 | 53,750    | Li Rongjie                                                                  | 52,975    | Brett McClure                                                                                          | 52,750    |
| Corpo libero          | Morgan Hamm                                                                               | 9,400     | Paul Hamm                                                                   | 9,350     | Jock Stevens                                                                                           | 9,300     |
| Cavallo con maniglie  | Micheal Ashe                                                                              | 8,600     | Paul Hamm Shannon Carrion                                                   | 8,550     | / | /         |
| Anelli                | Li Rongjie                                                                                | 9,650     | Micheal Ashe                                                                | 9,500     | Liu Jinyu Paul Hamm Zhang Shangwu                                                                      | 9,400     |
| Volteggio             | Dai Tengfei                                                                               | 9,450     | Li Rongjie                                                                  | 9,425     | Constantin Covaci                                                                                      | 9,400     |
| Parallele simmetriche | Yang Jinjing                                                                              | 9,200     | Liu Jinyu Paul Hamm                                                         | 9,150     | / | /         |
| Sbarra                | Micheal Ashe                                                                              | 9,050     | Brett McClure                                                               | 8,750     | Li Rongjie                                                                                             | 8,450     |
| Concorso a squadre    | Stati Uniti Morgan Hamm Paul Hamm Brett McClure Micheal Ashe Jock Stevens Shannon Carrion | 213,500   | Cina Li Rongjie Yang Jinjing Zhang Shangwu Dai Tengfei Lei Shujun Liu Jinyu | 212,625   | Romania Constantin Covaci Calin Nemes-Bufu Bogdan Orzata Razvan Selariu Tiberiu Cizmadia Danut Coseriu | 196,075   |

### Femminile junior
| Evento                 | Oro                                                                                            | Punteggio | Argento                                                                                          | Punteggio | Bronzo                                                             | Punteggio |
| Concorso individuale   | Ashley Postell                                                                                 | 37,600    | Janae Cox                                                                                        | 37,237    | Kristal Uzelac                                                     | 37,112    |
| Volteggio              | Brittany Concak                                                                                | 9,275     | Kristal Uzelac                                                                                   | 9,262     | Ashley Postell                                                     | 9,250     |
| Parallele asimmetriche | Chen Miaojie Ashley Postell                                                                    | 9,525     | /                                                                                                | /         | Anca Suciu                                                         | 9,475     |
| Trave                  | Wei Jingjing                                                                                   | 9,625     | Li Man                                                                                           | 9,575     | Janae Cox                                                          | 9,450     |
| Corpo libero           | Kristal Uzelac                                                                                 | 9,625     | Ashley Postell                                                                                   | 9,575     | Chen Miaojie                                                       | 9,550     |
| Concorso a squadre     | Stati Uniti Kristal Uzelac Janae Cox Ashley Postell Brittany Concak Audra Fraim Ashlee Bradley | 149,124   | Romania Anca Suciu Andreea Taclit Andreea Ulmeanu Loredana Boboc Emanuela Ungureanu Olimpia Popa | 145,499   | Cina Chen Miaojie Wang Xin Lu Qian Li Man Wei Jingjing Pu Xiaomeng | 145,024   |